# میرکو ساندیچ
میرکو ساندیچ (سیریلیک صربی: Мирко Сандић؛ ۹ مهٔ ۱۹۴۲ – ۲۴ دسامبر ۲۰۰۶) بازیکن واترپلو اهل یوگسلاوی بود.
وی در مسابقات کشوری و بین‌المللی در مجموع برندهٔ ۴ مدال طلا، ۲ مدال نقره، ۲ مدال برنز شده‌است.